# سانتانا (بویاکا)
سانتانا (انگلیسی: Santana, Boyacá) یک منطقه مسکونی در کشور کلمبیا است.